# ФК „Динамо“ (Сталинград)
Вижте пояснителната страница за други значения на Динамо.
„Динамо“ е футболен клуб от град Сталинград, основан през 1925 година. Цветовете на отбора са синьо и черно.

## Клубна история
Създаден през 1925 г. Домакините играят на стадион „Динамо“, който през 1930 г. е прехвърлен на едноименното спортно дружество.
През 1938 г. отборът достига до 1/16-финалите на Купата на СССР, където в преиграване губи от отбора на Темп (Баку) с минимален резултат.
Многократен участник в първенството и купата на РСФСР. Многократен шампион на първенството на РСФСР в зоната на Долна Волга. „Динамо“ стига няколко пъти до финала на Купата на РСФСР: през 1947 г. отборът, под ръководството на Георгий Шляпин, губи с резултат 0:2 от хабаровското „Динамо“, а през 1952 г., под ръководството на Василий Ермасов, в допълнително време от отбора на град Молотов с резултат 2:4.
През 1946 г. участва в зоналния турнир от III група на първенството на СССР.